# LXXXIV. Armeekorps
LXXXIV. Armeekorps var en tysk armékår under andra världskriget. Kåren organiserades i maj 1942. Kåren förintades i Falaisefickan 20 augusti 1944.

## Befälhavare
Kårens befälhavare:
- General der Artillerie Hans Behlendorff maj 1942-april 1943
- General der Artillerie Gustav-Adolf von Zangen  april 1943–augusti 1943
- General der Artillerie Erich Marcks  augusti 1943–12 juni 1944
- General der Infanterie Dietrich von Choltitz  17 juni 1944–30 juli 1944
- Generalleutnant Otto Elfeldt  30 juli 1944–20 augusti 1944

Stabschef:
- Oberstleutnant Johann von Heiterer-Schaller maj 1942-september 1942
- Oberstleutnant Rudolf von Oppen  september 1942– februari 1944
- Oberstleutnant Friedrich von Criegern  12 februari 1944–augusti 1944